# H.H. Michael- en Johannes de Doperkerk
De Oudkatholieke Kerk Oudewater is gebouwd in 1882 in neoromaanse stijl naar een ontwerp van architect M.C. Van Wijngaarden uit Woerden.
De Heilige Michaël en Johannes de Doper zijn de schutspatronen van deze kerk.
Voorheen was deze kerk gevestigd aan de Markt, als schuilkerk. Het altaar in barokstijl en ook een gedeelte van het verdere interieur zijn hieruit afkomstig. De huidige kerk is gebouwd op de plaats van de voormalige Rooms-Katholieke schuilkerk en bevindt zich in de Leeuweringerstraat.
In maart 1881 verscheen bij de firma Rahms het bestek voor de bouw van de kerk en bijbehorende kosterswoning. Op 11 april 1881 vond de aanbesteding plaats. Hierop kwamen 15 reacties binnen. De hoogste prijsopgave was ƒ 18.275 en de laagste ƒ 13.693. Deze was van de firma Selms uit Woerden. Deze firma kreeg dan ook de opdracht de kerk te bouwen. Voor de opgegeven prijs verzorgde Selms ook de afbraak van de oude kerk.
Aan de gevel van het gebouw bevindt zich een steen met het opschrift Deo Optimo Maximo, hetgeen betekent aan de verhevenste en allerhoogste God.
Tijdens de Kerstmis wordt een speciaal kazuifel gedragen door de pastoor of priester die deze mis leidt. Dit kazuifel is rood en toont geborduurde beeltenissen uit het leven van Jezus.
Achter de kerk bevindt zich een pastorietuin met een beeld van Sint-Michaël.

## Orgel
De Oudkatholieke Kerk Oudewater heeft een Leichel-orgel uit ongeveer 1870, met een front bestaande uit houten imitatie-pijpen.

### Dispositie
Bourdon 8 

Viola di gamba 8 

Principal 4 

Octav 2

## Foto's

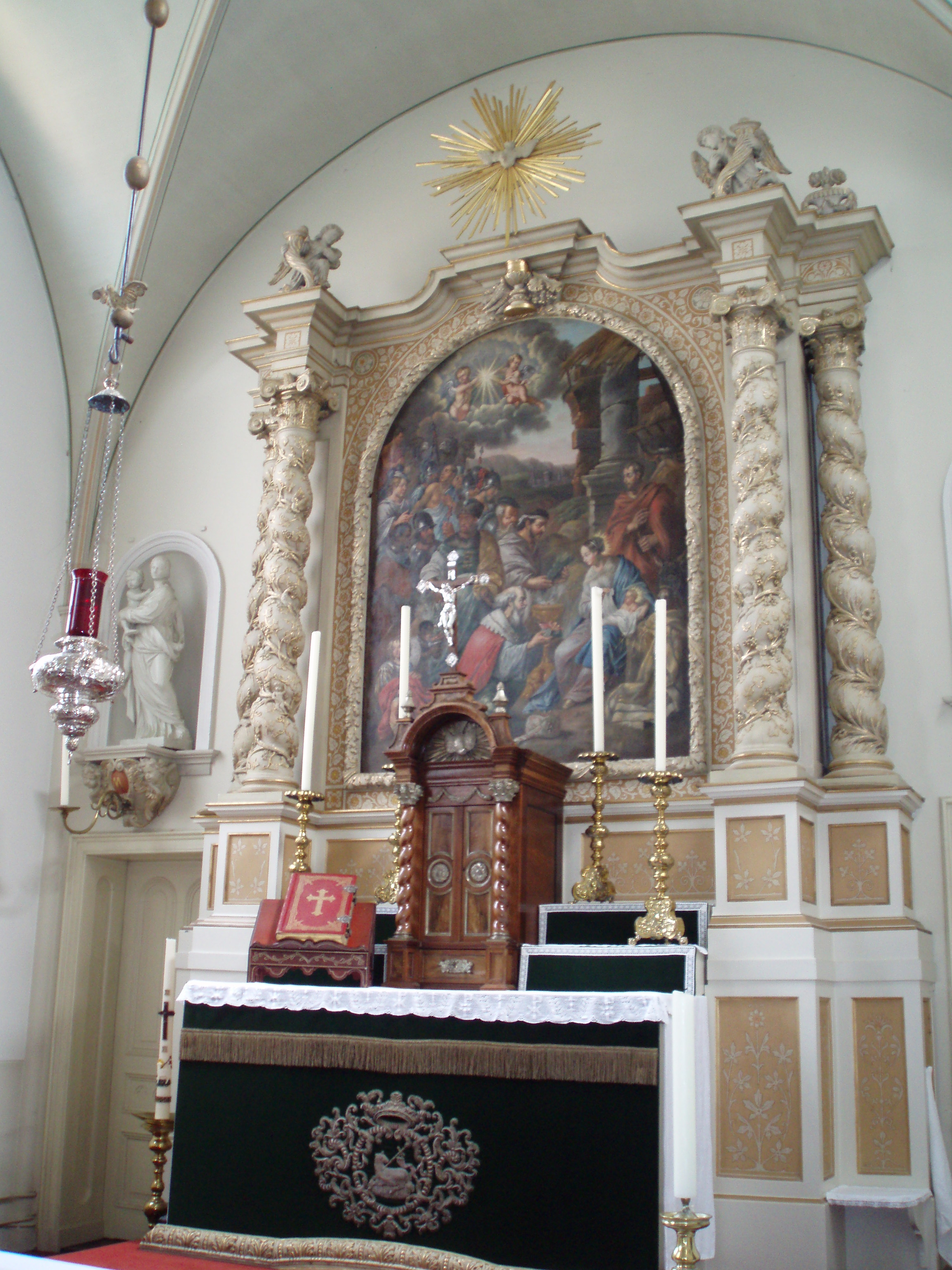
Altaar
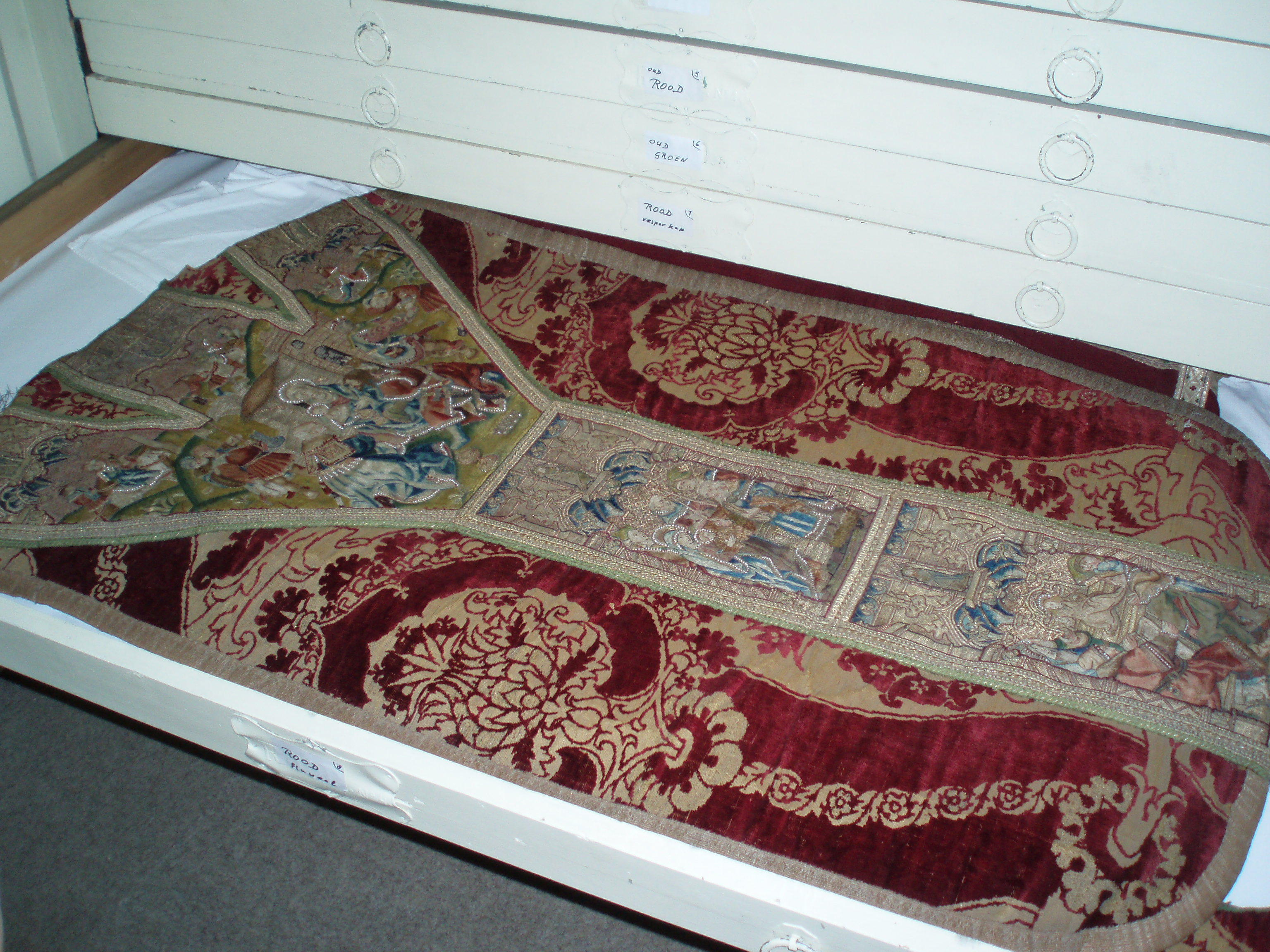
De kerstkazuifel
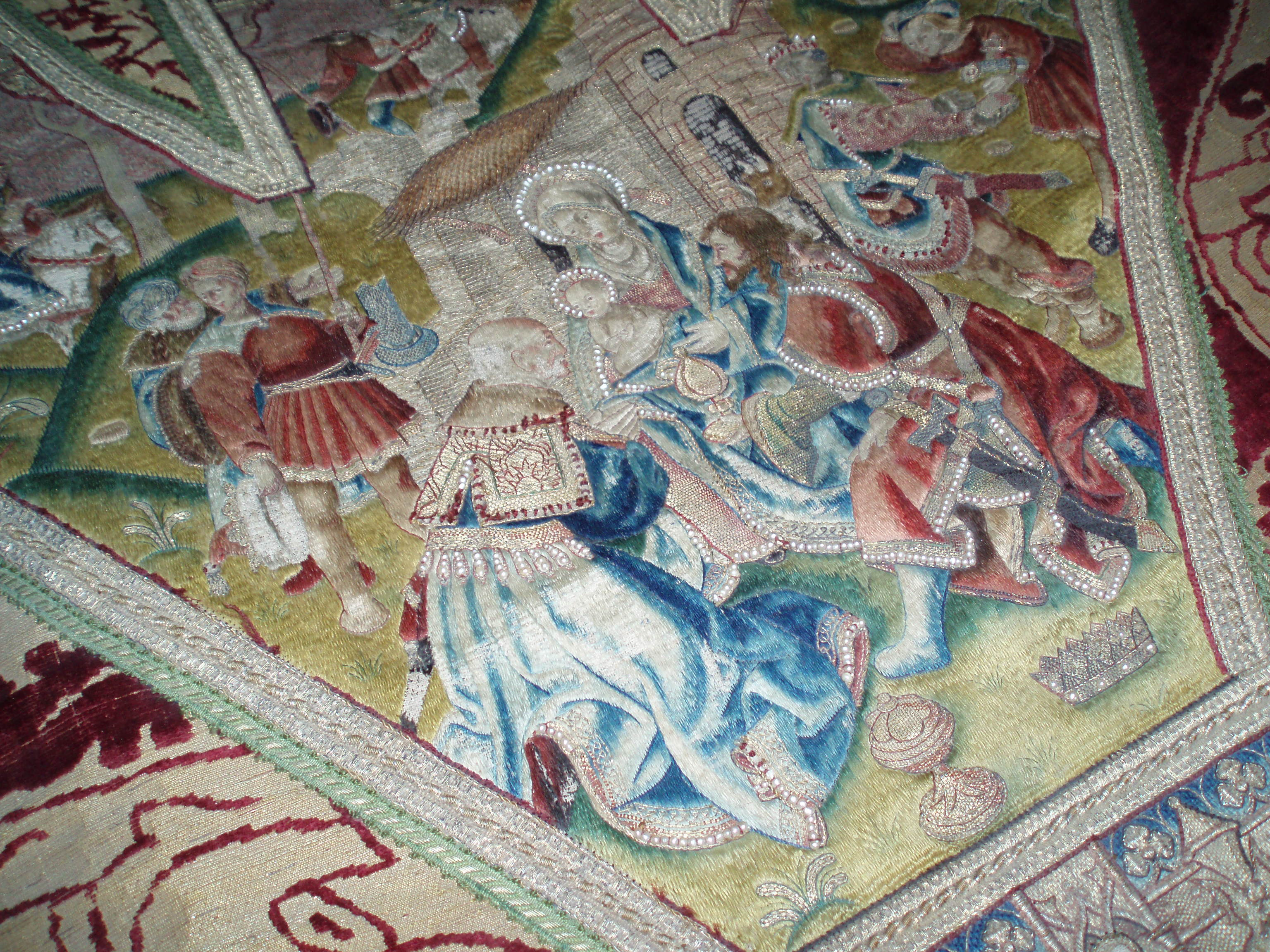
Detail van de kerstkazuifel
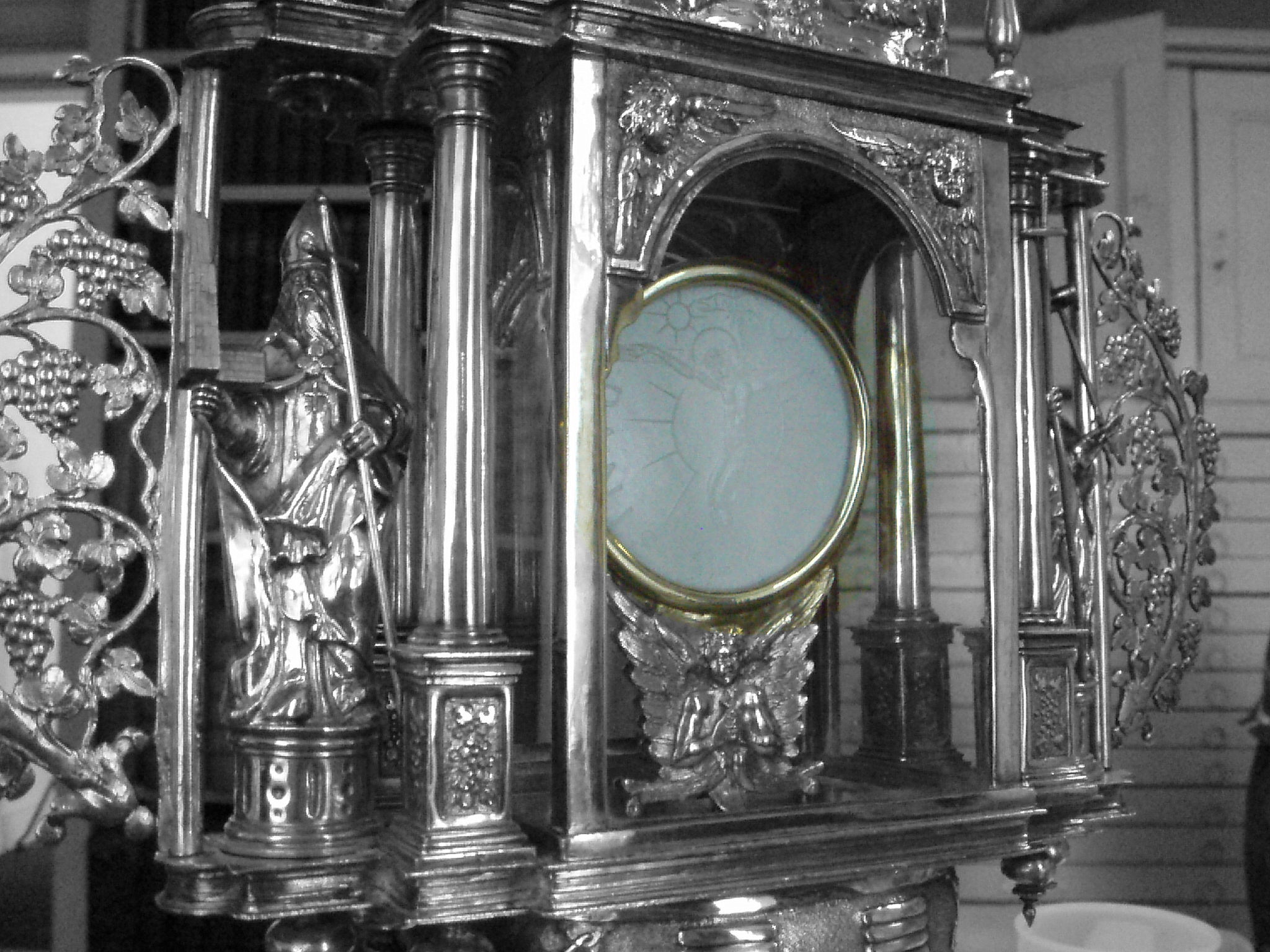
De monstrans met hostie